# Manuela Mesa Peinado
Manuela Mesa Peinado (Martos, Jaén,1964) és una pedagoga espanyola especialitzada en educació per a la pau i el desenvolupament i en estudis de pau. És directora del Centre d'Educació i Recerca per a la Pau (CEIPAZ), de la Fundació Cultura de Paz, presidida per Federico Mayor Zaragoza. De 2007 a 2013 va ser Presidenta de l'Associació Espanyola de Recerca per a la Pau (AIPAZ).

## Àrees de recerca
Manuela Mesa és una de les principals especialistes a Espanya en recerca per a la pau (Peace Research), en educació per a la pau, i en educació per al desenvolupament. Ha dirigit i dut a terme diversos projectes de recerca sobre violència transnacional i prevenció de conflictes a Amèrica Llatina, en els casos de Colòmbia i Amèrica Central. També ha realitzat diversos estudis sobre educació per al desenvolupament en l'àmbit espanyol i europeu. Els seus més recents línies de recerca se centren en violència social i transnacional a Amèrica Llatina, en el paper de la societat civil en la construcció de la pau, a l'educació per al desenvolupament com a pràctica transformadora, i en la dimensió de gènere dels conflictes armats.

## Trajectòria
Durant més de dues dècades ha treballat en el si del tercer sector, en ONG de desenvolupament, i en centres d'estudis sobre pau i conflictes vinculats al moviment pacifista espanyol. En la primera meitat dels noranta va ser membre en l'ONG de desenvolupament Sodepaz. En 1995 es va incorporar al Centre de Recerca per a la Pau (CIP), un centre pioner dels estudis de pau a Espanya, situat a Madrid, dirigit per Mariano Aguirre, i dependent de la Fundació Llar de l'Empleat. De 2004 a 2007 va ser directora del CIP i de la seva revista Papers de qüestions internacionals, i coordinadora de l'Anuari de Paz i Conflictes d'aquest centre. En 2008 va fundar el Centre d'Educació i Recerca per a la Pau (CEIPAZ), com a centre d'estudis i recerca sobre pau i conflictes i sobre educació per a la pau i per al desenvolupament dins de la Fundació Cultura de Paz, de l'ex – Secretari General d'UNESCO Federico Mayor Zaragoza. Ha participat en l'elaboració de diverses estratègies d'educació per al desenvolupament dels plans de cooperació al desenvolupament del govern espanyol. De 2007 a 2013 va ser Presidenta de l'Associació Espanyola de Recerca per a la Pau (AIPAZ), que agrupa als principals centres de recerca per a la pau d'Espanya. En 2009 va ser nomenada vocal experta del Consell de Cooperació al Desenvolupament, òrgan de consulta de la Secretaria d'Estat de Cooperació Internacional (SECI) del Ministeri d'Afers exteriors i de Cooperació d'Espanya. És membre de la xarxa internacional Global Action to Prevent War (GAPW), i des de 2011 és representant a Espanya i Vicepresidenta de la Women International League for Peace and Freedom (WILPF). Des de 2006 a 2009 va ser inclosa en la llista de líders alternatius del ranquin dels 500 espanyols més influents del diari El Mundo.

## Publicacions destacades
- Manuela Mesa (ed.), “Cooperación al desarrollo y construcción de la paz”, número monográfico de Documentación Social nº 142, 2006, ISSN 0417-8106
- Manuela Mesa (Coord.), Guerra y conflictos en el Siglo XXI: Tendencias globales. Anuario 2007-2008 del Centro de Educación e Investigación para la Paz (CEIPAZ), Madrid, CEIPAZ / Icaria, 2007, ISBN 978-84-7426-924-6
- Manuela Mesa (Coord). Escenarios de crisis: fracturas y pugnas en el sistema internacional, Anuario 2008-2009 del Centro de Educación e Investigación para la Paz (CEIPAZ), Madrid, Ceipaz/Icaria, 2008, ISBN 978-84-9888-009-0
- Manuela Mesa y Francisco Rojas Aravena (Coords.), (In)Seguridad y violencia en América Latina: un reto para la democracia. Pensamiento Iberoamericano nº 2, Madrid, Fundación carolina, ISSN 0212-0208
- Manuela Mesa (Coord.), Crisis y cambio en la sociedad global. Anuario 2009-2010 del Centro de Educación e Investigación para la Paz (CEIPAZ), Madrid, CEIPAZ/Icaria, 2009, ISBN 978-84-9888-094-6
- Manuela Mesa (Coord.), Balance de una década de paz y conflictos: tensiones y retos en el sistema internacional. Anuario 2010-2011 del Centro de Educación e Investigación para la Paz (CEIPAZ), Madrid, CEIPAZ, 2010, ISBN 978-84-9888-226-1
- Manuela Mesa (Coord.), El mundo a la deriva: crisis y pugnas de poder. Anuario 2011-2012 del Centro de Educación e Investigación para la Paz (CEIPAZ), Madrid, CEIPAZ, 2011, ISSN 2174-3665
- Manuela Mesa (Coord.), Cambio de ciclo: crisis, respuestas y tendencias globales. Anuario 2012-2013 del Centro de Educación e Investigación para la Paz (CEIPAZ). Madrid, CEIPAZ, 2012, ISSN 2174-3665
- Manuela Mesa (Coord.), El reto de la democracia en un mundo en cambio: respuestas políticas y sociales. Anuario CEIPAZ 2013-14, Madrid, CEIPAZ, 2013, ISSN 2174-3665
- Manuela Mesa (Coord.), Focos de tensión, cambio geopolítico y agenda global. Anuario CEIPAZ 2014-15, Madrid, CEIPAZ, ISSN 2174-3665